# جوان مانويل غيسبير
جوان مانويل غيسبير (بالإسبانية: Joan Manuel Gisbert)‏ هو كاتب للأطفال وكاتب إسباني، ولد في 16 أكتوبر 1949 في برشلونة في إسبانيا.

## وصلات خارجية
- الموقع الرسمي
- جوان مانويل غيسبير على موقع IMDb (الإنجليزية)